# フロンティアエンジン
株式会社フロンティアエンジン（英: FRONTIER ENGINE Co., Ltd.）は、日本のアニメ制作会社。

## 歴史
2013年2月、サテライトで『ノエイン もうひとりの君へ』や『バスカッシュ!』などの制作進行を務めた櫻井一浩によって設立。
2023年、本社を東京都西東京市田無町5丁目11番10号 中宿ビル3Fから同市東伏見4丁目9番9号 2・3Fへ移転。2024年、本社を同市柳沢5丁目1番12号 三野輪ビル2階へ移転。
アニメーション制作における制作協力を中心に活動している。北海道札幌市厚別区に札幌支社を構える。

## 作品履歴

### 制作協力
| 放送年 | タイトル                                                  | 制作元請                            | 備考                       |
| ------ | --------------------------------------------------------- | ----------------------------------- | -------------------------- |
| 2013年 | 超速変形ジャイロゼッター                                  | A-1 Pictures                        | 第11・17・23・33・39・45話 |
| 2013年 | ふたりはミルキィホームズ                                  | ノーマッド                          | 第8話                      |
| 2013年 | リトルバスターズ! 〜Refrain〜                             | J.C.STAFF                           | 第4話                      |
| 2013年 | ガッチャマン クラウズ                                     | タツノコプロ                        | 第10話                     |
| 2014年 | ノブナガ・ザ・フール                                      | サテライト                          | 第4・15話                  |
| 2014年 | ピンポン                                                  | タツノコプロ                        | 第4話                      |
| 2014年 | ジョジョの奇妙な冒険 スターダストクルセイダース           | david production                    | 第15話                     |
| 2014年 | DRAMAtical Murder                                         | NAZ                                 | 第5・9話                   |
| 2014年 | LOVE STAGE!!                                              | J.C.STAFF                           | 第4話                      |
| 2014年 | トリニティセブン                                          | セブン・アークス・ピクチャーズ      | 第4・8話                   |
| 2014年 | テラフォーマーズ                                          | LIDENFILMS                          | 第7話                      |
| 2014年 | マジンボーン                                              | 東映アニメーション                  | 第11・19・27・37話         |
| 2015年 | アルスラーン戦記                                          | LIDEN FILMS                         | 第3・11・19話              |
| 2015年 | マジンボーン                                              | 東映アニメーション                  | 第48話                     |
| 2015年 | 終わりのセラフ                                            | WIT STUDIO                          | 第15話                     |
| 2015年 | ドラゴンボール超                                          | 東映アニメーション                  | 第25・26話                 |
| 2016年 | ドラゴンボール超                                          | 東映アニメーション                  | 第26話                     |
| 2016年 | GATE 自衛隊 彼の地にて、斯く戦えり                        | A-1 Pictures                        | 第21話                     |
| 2016年 | 少女たちは荒野を目指す                                    | project No.9                        | 第10話                     |
| 2016年 | フラワーリングハート                                      | ブリッジ                            | 第19・20話                 |
| 2016年 | 甲鉄城のカバネリ                                          | WIT STUDIO                          | 第7話                      |
| 2016年 | ポケットモンスター XY&Z                                   | OLM Team Kato                       | EX1・3話                   |
| 2016年 | 一人之下                                                  | Creators in Pack                    | 第10話                     |
| 2016年 | WWW.WORKING!!                                             | A-1 Pictures                        | 第3・10話                  |
| 2016年 | うたの☆プリンスさまっ♪ マジLOVEレジェンドスター           | A-1 Pictures                        | 第8話                      |
| 2017年 | セイレン                                                  | Studio五組 AXsiZ                    | 第3・10話                  |
| 2017年 | ポケットモンスター サン&ムーン                            | OLM Team Kato                       | 第22・38・48話             |
| 2017年 | ひなこのーと                                              | パッショーネ                        | 第7・11話                  |
| 2017年 | 将国のアルタイル                                          | MAPPA                               | 第5・15・19話              |
| 2018年 | ラーメン大好き小泉さん                                    | Studio五組 AXsiZ                    | 第3・11話                  |
| 2018年 | たくのみ。                                                | プロダクションアイムズ              | 第2・8話                   |
| 2018年 | citrus                                                    | パッショーネ                        | 第3・7話                   |
| 2018年 | アイドリッシュセブン                                      | TROYCA                              | 第5話                      |
| 2018年 | ヲタクに恋は難しい                                        | A-1 Pictures                        | 第2話                      |
| 2018年 | されど罪人は竜と踊る                                      | セブン・ アークス・ピクチャーズ     | 第3話                      |
| 2018年 | 魔法少女 俺                                               | ぴえろプラス                        | 第4・8話                   |
| 2018年 | ポケットモンスター サン&ムーン                            | OLM Team Kato                       | 第58・70・82話             |
| 2018年 | 異世界魔王と召喚少女の奴隷魔術                            | 亜細亜堂                            | 第5・9話                   |
| 2018年 | RErideD-刻越えのデリダ-                                   | GEEKTOYS                            | 第5・10話                  |
| 2018年 | からくりサーカス                                          | スタジオヴォルン                    | 第4・11話                  |
| 2018年 | ユリシーズ ジャンヌ・ダルクと錬金の騎士                   | AXsiZ                               | 第5話                      |
| 2018年 | となりの吸血鬼さん                                        | Studio五組 AXsiZ                    | 第6・11話                  |
| 2019年 | からくりサーカス                                          | スタジオヴォルン                    | 第4・11・18・26話          |
| 2019年 | 女子高生の無駄づかい                                      | パッショーネ                        | 第3・9話                   |
| 2019年 | コップクラフト                                            | ミルパンセ                          | 第8話                      |
| 2019年 | Dr.STONE                                                  | トムス・エンタテインメント          | 第19話                     |
| 2019年 | 本好きの下剋上 司書になるためには手段を選んでいられません | 亜細亜堂                            | 第7話                      |
| 2019年 | ちはやふる3                                               | マッドハウス                        | 第7話                      |
| 2019年 | ライフル・イズ・ビューティフル                            | Studio 3Hz                          | 第7話                      |
| 2019年 | ファンタシースターオンライン2 エピソード・オラクル        | スタジオKAI                         | 第11話                     |
| 2020年 | ちはやふる3                                               | マッドハウス                        | 第13話                     |
| 2020年 | 本好きの下剋上 司書になるためには手段を選んでいられません | 亜細亜堂                            | 第13・19話                 |
| 2020年 | ＜Infinite Dendrogram＞-インフィニット・デンドログラム-   | NAZ                                 | 第3話                      |
| 2020年 | pet                                                       | ジェノスタジオ                      | 第7・11話                  |
| 2020年 | ファンタシースターオンライン2 エピソード・オラクル        | スタジオKAI                         | 第11・18話                 |
| 2020年 | Lapis Re:LiGHTs                                           | 横浜アニメーションラボ              | 第11話                     |
| 2020年 | ひぐらしのなく頃に業                                      | パッショーネ                        | 第2・7・10話               |
| 2020年 | まえせつ!                                                 | Studio五組 AXsiZ                    | 第2・9話                   |
| 2020年 | トニカクカワイイ                                          | Seven Arcs                          | 第4・11話                  |
| 2021年 | ひぐらしのなく頃に業                                      | パッショーネ                        | 第15・23話                 |
| 2021年 | ひぐらしのなく頃に卒                                      | パッショーネ                        | 第5・12話                  |
| 2021年 | 裏世界ピクニック                                          | FelixFilm                           | 第7話                      |
| 2021年 | 無職転生 〜異世界行ったら本気だす〜                       | スタジオバインド                    | 第6話                      |
| 2021年 | 五等分の花嫁∬                                             | バイブリーアニメーションスタジオ    | 第10話                     |
| 2021年 | 異世界魔王と召喚少女の奴隷魔術Ω                           | 手塚プロダクション オクルトノボル   | 第2・7話                   |
| 2021年 | 最果てのパラディン                                        | Children's Playground Entertainment | 第2・10話                  |
| 2024年 | 魔都精兵のスレイブ                                        | Seven Arcs                          | 第1話                      |
| 2024年 | ひとりぼっちの異世界攻略                                  | ハヤブサフィルム パッショーネ       | アニメーション制作協力     |

| 公開年 | タイトル                                            | 制作元請           | 備考         |
| ------ | --------------------------------------------------- | ------------------ | ------------ |
| 2018年 | 劇場版 はいからさんが通る 後編 〜花の東京大ロマン〜 | 日本アニメーション | パートグロス |

| 発売年 | タイトル                  | 制作元請     | 備考                        |
| ------ | ------------------------- | ------------ | --------------------------- |
| 2014年 | 夜桜四重奏 〜ツキニナク〜 | タツノコプロ | 第2話                       |
| 2017年 | 青の祓魔師                | A-1 Pictures | 19巻同梱アニメDVD「蛇と毒」 |

| 配信年 | タイトル | 制作元請    | 備考  |
| ------ | -------- | ----------- | ----- |
| 2019年 | 7SEEDS   | スタジオKAI | 第9話 |

### その他
| 年     | タイトル   | 備考                           |
| ------ | ---------- | ------------------------------ |
| 2012年 | 遊技機案件 | -2013年、アニメーション制作    |
| 2012年 | 遊技機案件 | -2013年、絵コンテ・Vコンテ作成 |
| 2012年 | 遊技機案件 | -2013年、キャラクターデザイン  |
| 2013年 | 遊技機案件 | 絵コンテ                       |
| 2013年 | 遊技機案件 | 絵コンテ                       |
| 2013年 | 遊技機案件 | アニメーション制作             |
| 2013年 | 遊技機案件 | -2014年、アニメーション制作    |
| 2014年 | 遊技機案件 | アニメーション制作             |
| 2014年 | 遊技機案件 | -2015年、絵コンテ              |
| 2015年 | 遊技機案件 | アニメーション制作             |